# Municipio de Pike (condado de Ohio)
El municipio de Pike (en inglés: Pike Township) es un municipio ubicado en el condado de Ohio en el estado estadounidense de Indiana. En el año 2010 tenía una población de 527 habitantes y una densidad poblacional de 10,86 personas por km².

## Geografía
El municipio de Pike se encuentra ubicado en las coordenadas 38°55′51″N 85°4′43″O / 38.93083, -85.07861. Según la Oficina del Censo de los Estados Unidos, el municipio tiene una superficie total de 48.53 km², de la cual 48,53 km² corresponden a tierra firme y (0 %) 0 km² es agua.

## Demografía
Según el censo de 2010, había 527 personas residiendo en el municipio de Pike. La densidad de población era de 10,86 hab./km². De los 527 habitantes, el municipio de Pike estaba compuesto por el 98,86 % blancos, el 0,76 % eran amerindios y el 0,38 % eran de una mezcla de razas. Del total de la población el 0,38 % eran hispanos o latinos de cualquier raza.